# Día Mundial del Veganismo

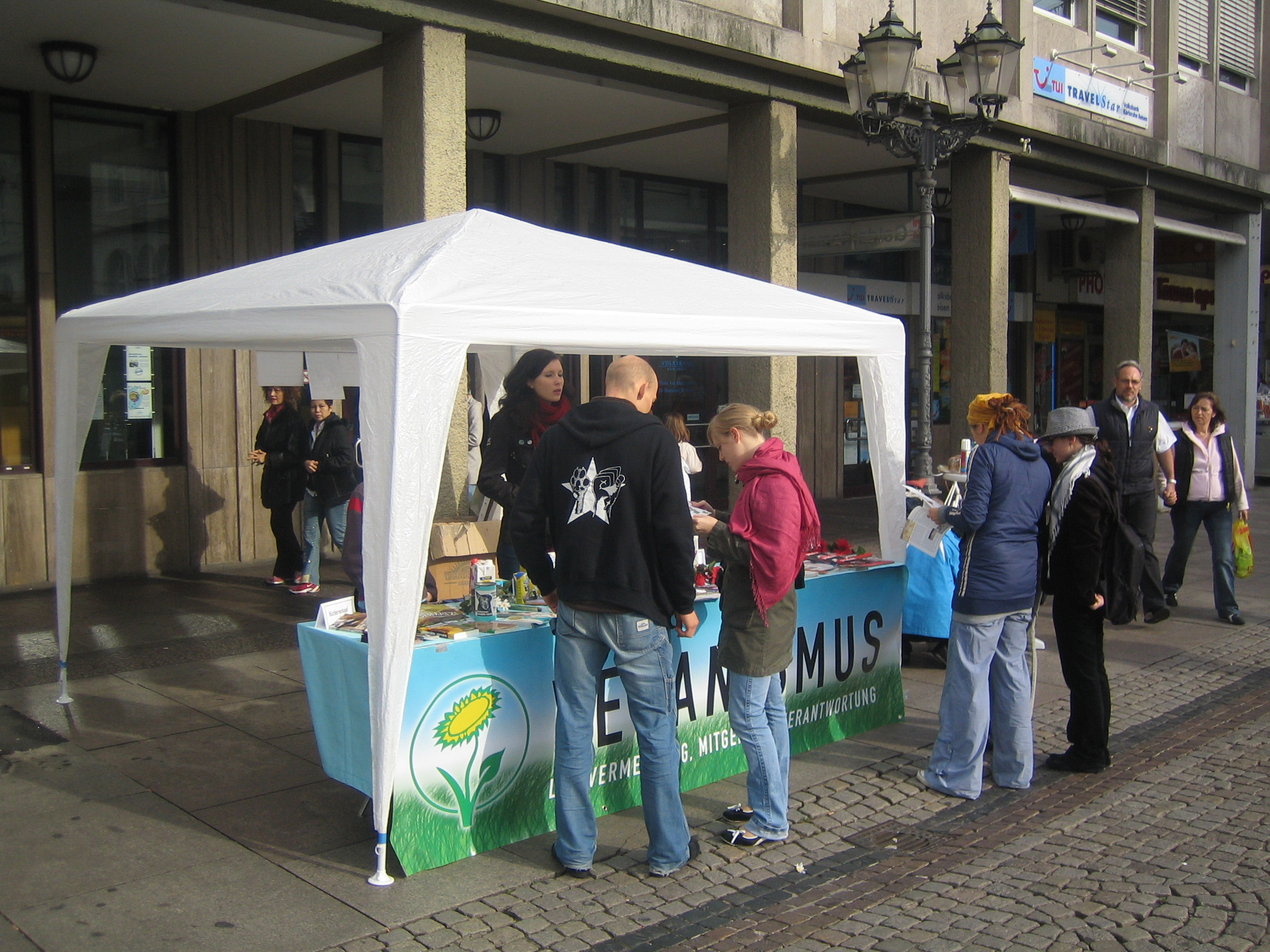
Actividad celebrada el Día Mundial del veganismo.

El Día Mundial del Veganismo es una jornada que se celebra el 1 de noviembre desde 1994; fue proclamado por la Asamblea General de las Naciones Unidas en ese mismo año.

## Proclamación
El Día Mundial del Veganismo fue proclamado el 1 de noviembre de 1994 por Louise Wallis, presidenta de la Sociedad Vegetariana-Vegana del Reino Unido, con el objetivo de conmemorar el 50 aniversario de la fundación de la Sociedad en 1944 por Donald Watson. Watson acuñó el término "vegano" para describir un estilo de vida que rechaza la explotación y el uso de animales en la alimentación, la vestimenta y otros aspectos. La idea de crear este día surgió como un momento de inspiración para Wallis, buscando una forma significativa de honrar a los pioneros del movimiento vegano. El propósito de la proclamación fue destacar el impacto positivo del veganismo en los derechos de los animales, la salud humana y el medio ambiente, y fomentar un cambio cultural hacia una sociedad más ética y sostenible.

## Celebración
Se celebra el 1 de noviembre, una fecha seleccionada por Louise Wallis debido a su proximidad con Halloween y el Día de los Muertos, festividades que simbolizan la vida y la renovación, lo cual es un reflejo del espíritu vegano. A lo largo de los años, este día se ha convertido en un evento reconocido internacionalmente, celebrado en numerosas ciudades del mundo. Las actividades típicas incluyen festivales veganos, degustaciones de alimentos, proyecciones de películas, manifestaciones públicas y eventos educativos. Wallis destacó que este día también es una oportunidad para recordar a los pioneros del veganismo, aquellos que fundaron el movimiento en tiempos en que la idea de no consumir productos animales era bien percibida.